# Classe Cressy
La classe Cressy était une classe de six croiseur cuirassés armés lancés entre décembre 1899 et mai 1901 pour la Royal Navy.

## Service
Jusqu'en 1908, les navires servirent dans la Home Fleet, la Mediterranean Fleet et dans l'Extrême-Orient. Au début de la Grande Guerre, les Cressy, Aboukir, Hogue et Euryalus formèrent le Septième escadron de cuirassés. En raison de la vétusté des navires, et le fait qu'ils soient armés par des réservistes inexpérimentés, l'escadron a été connu sous le nom de « Live Bait Squadron » (live bait signifie « appât vivant »). Cela s'est prouvé lorsque les Cressy, Hogue et Aboukir furent coulés dans une seule et même action par le U-9 de la marine impériale allemande le 22 septembre 1914.

## Navires de la classe
Le tableau suivant donne les détails de la construction et le prix d'achat des différents navires de la classe Cressy.
| Navire        | Constructeur         | Fabricant du moteur | Date de         | Date de          | Date de          | Prix d'après le | Prix d'après le |
| Navire        | Constructeur         | Fabricant du moteur | Construction    | Lancement        | Achèvement       | (BNA (en) 1904) | (BNA 1906)      |
| ------------- | -------------------- | ------------------- | --------------- | ---------------- | ---------------- | --------------- | --------------- |
| HMS Aboukir   | Fairfield, à Govan   | Fairfield           | 9 novembre 1898 | 16 mai 1900      | 3 avril 1902     | £783 883        | £751 118        |
| HMS Bacchante | J Brown, à Clydebank | John Brown          | 15 février 1899 | 21 février 1901  | 25 novembre 1902 | £787 230        | £787 230        |
| HMS Cressy    | Fairfield, à Govan   | Fairfield           | 12 octobre 1898 | 4 décembre 1899  | 28 mai 1901      | £780 110        | £749 324        |
| HMS Euryalus  | Vickers, à Barrow    | Vickers             | 18 juillet 1899 | 20 mai 1901      | 5 janvier 1904   | £817 880        | £782 901        |
| HMS Hogue     | Vickers, à Barrow    | Vickers             | 14 juillet 1898 | 13 août 1900     | 19 novembre 1902 | £787 507        | £749 809        |
| HMS Sutlej    | J Brown, à Clydebank | Clydebank Company   | 15 août 1898    | 18 novembre 1899 | 6 mai 1902       | £790 706        | £755 690        |

## Galerie d'images

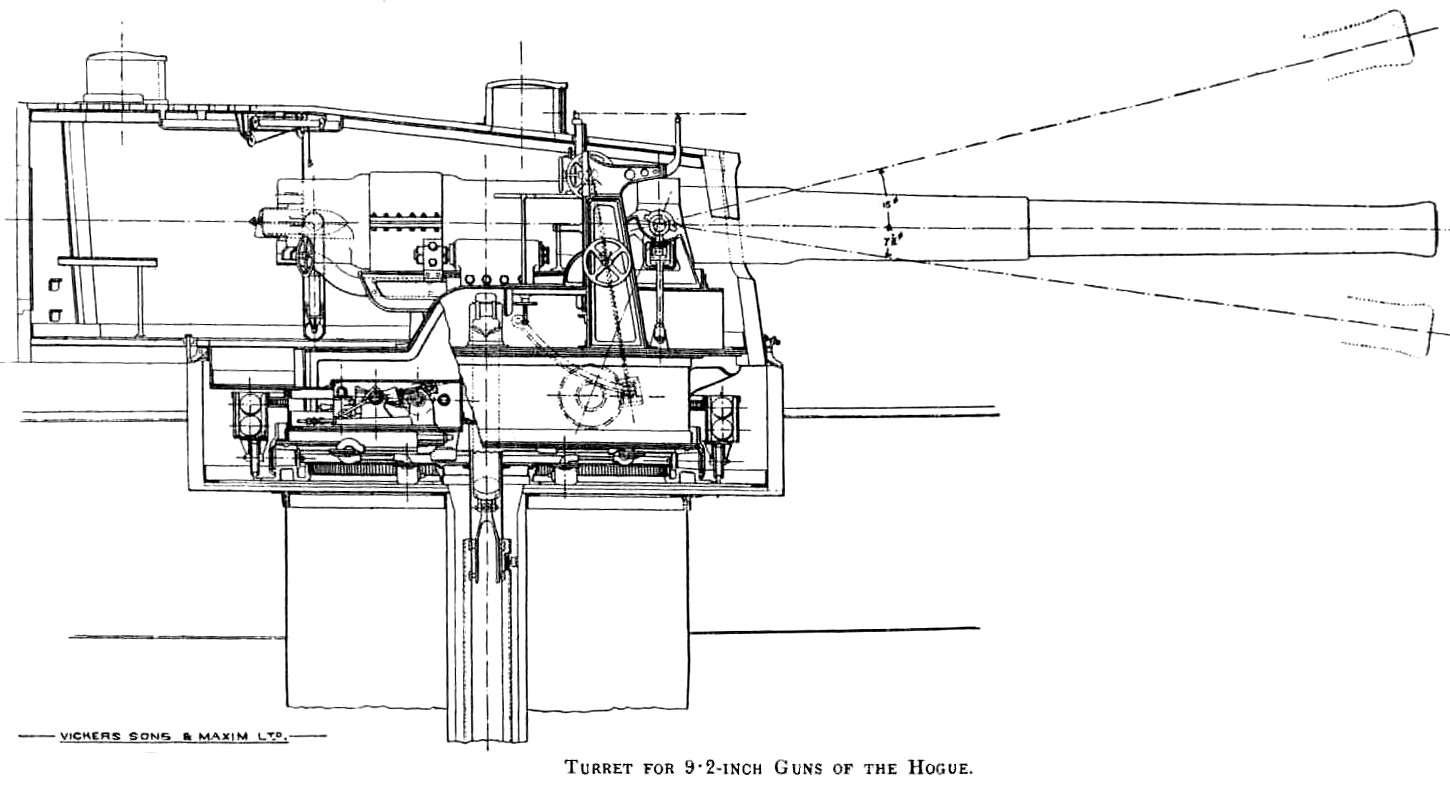
Vue droite d'un canon de 233,7 mm
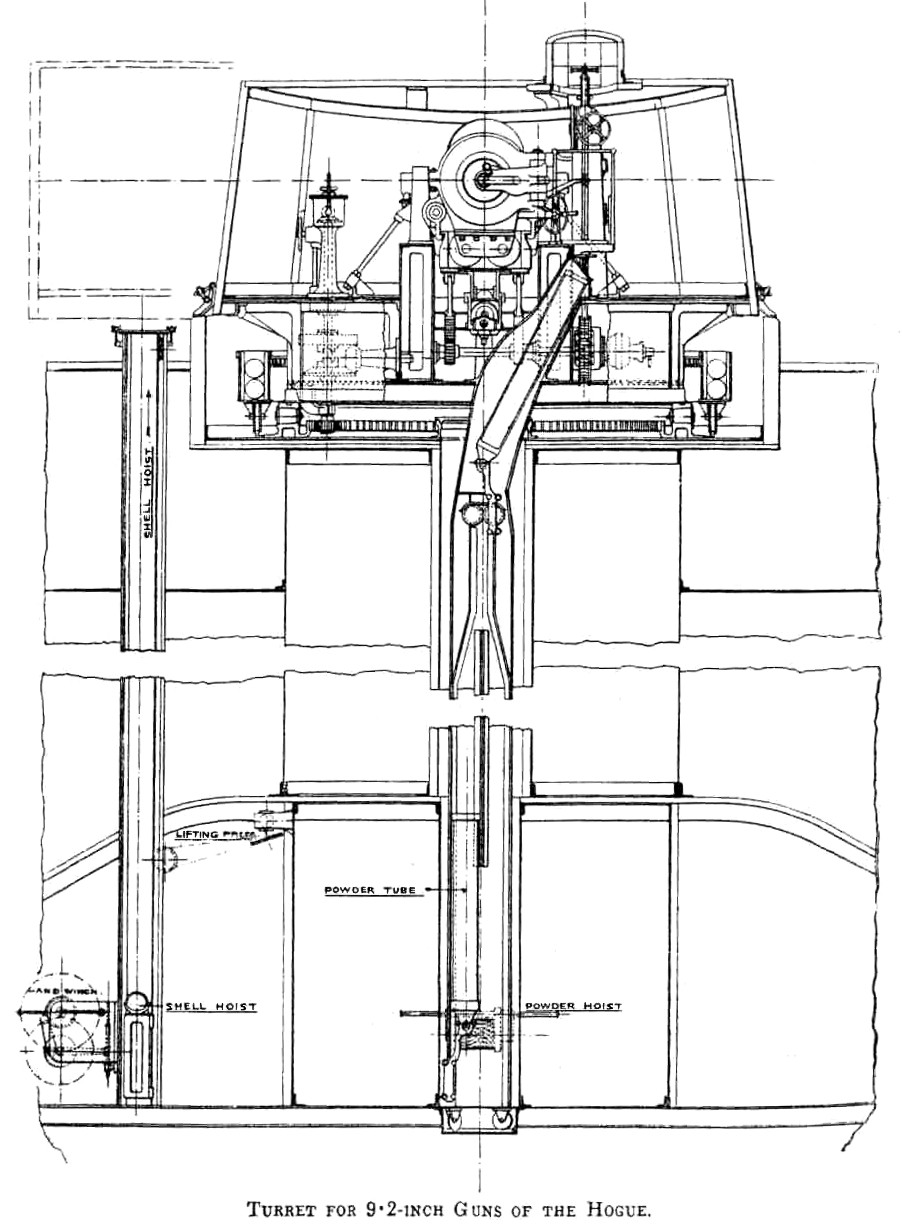
Vue arrière d'un canon de 233,7 mm
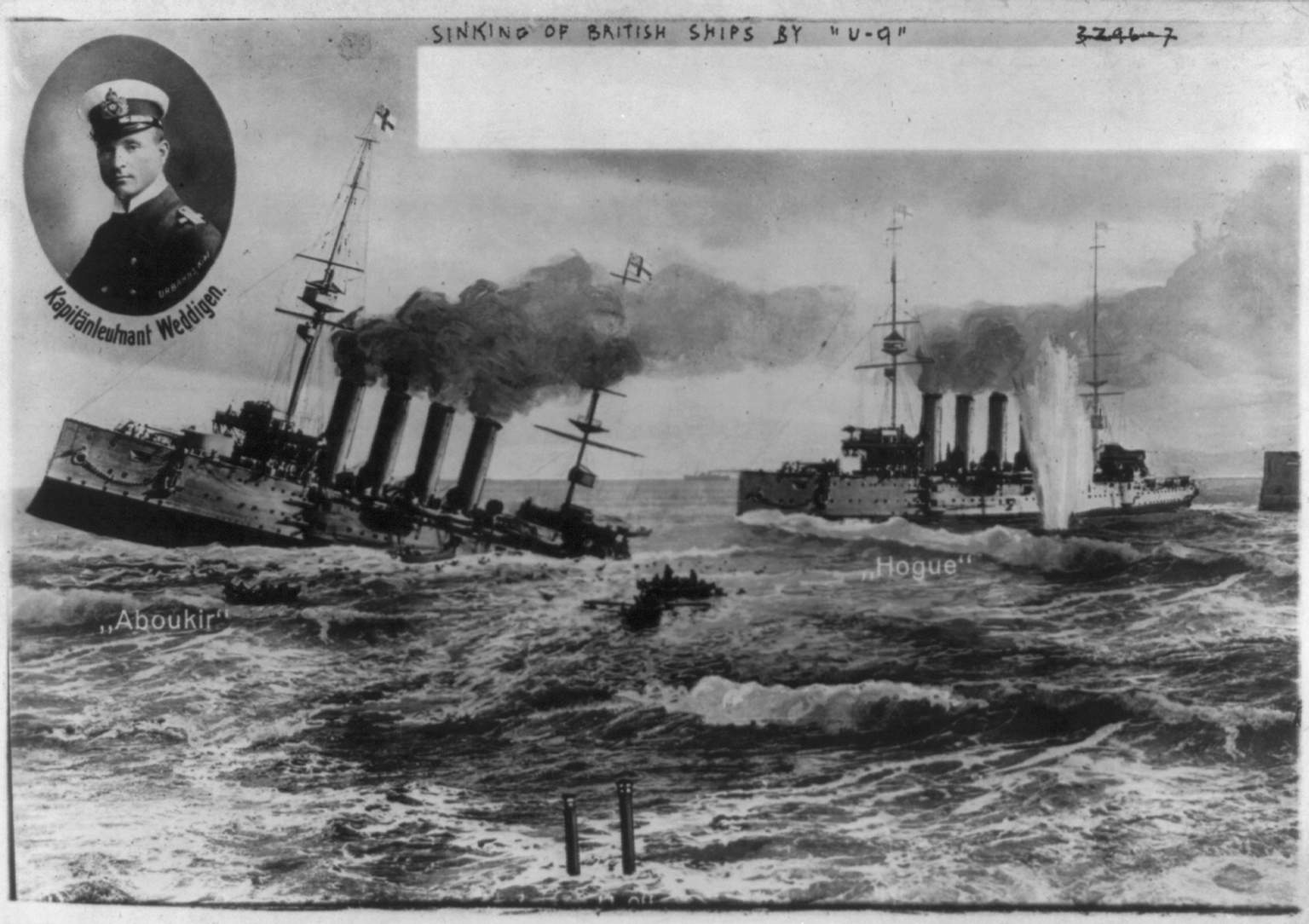
Carte postale représentant le naufrage du HMS Aboukir
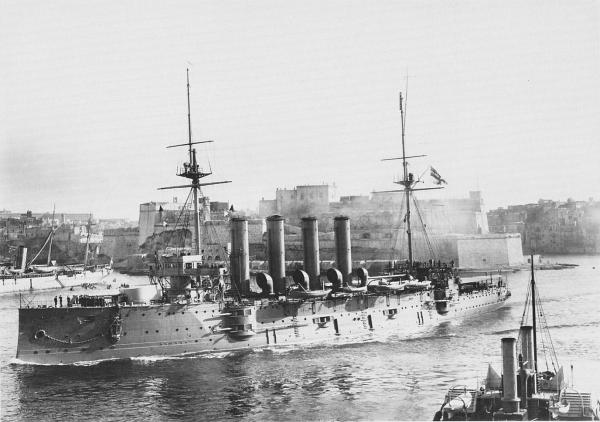
HMS Aboukir
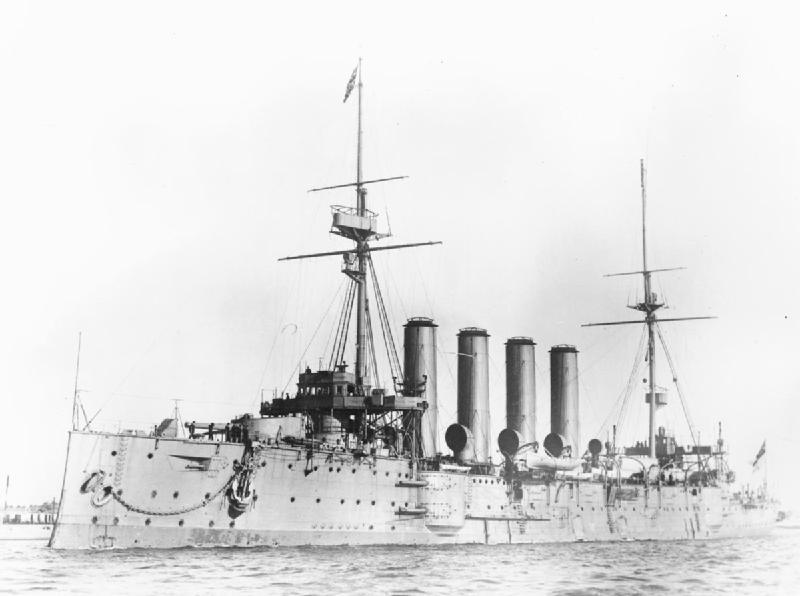
HMS Bacchante
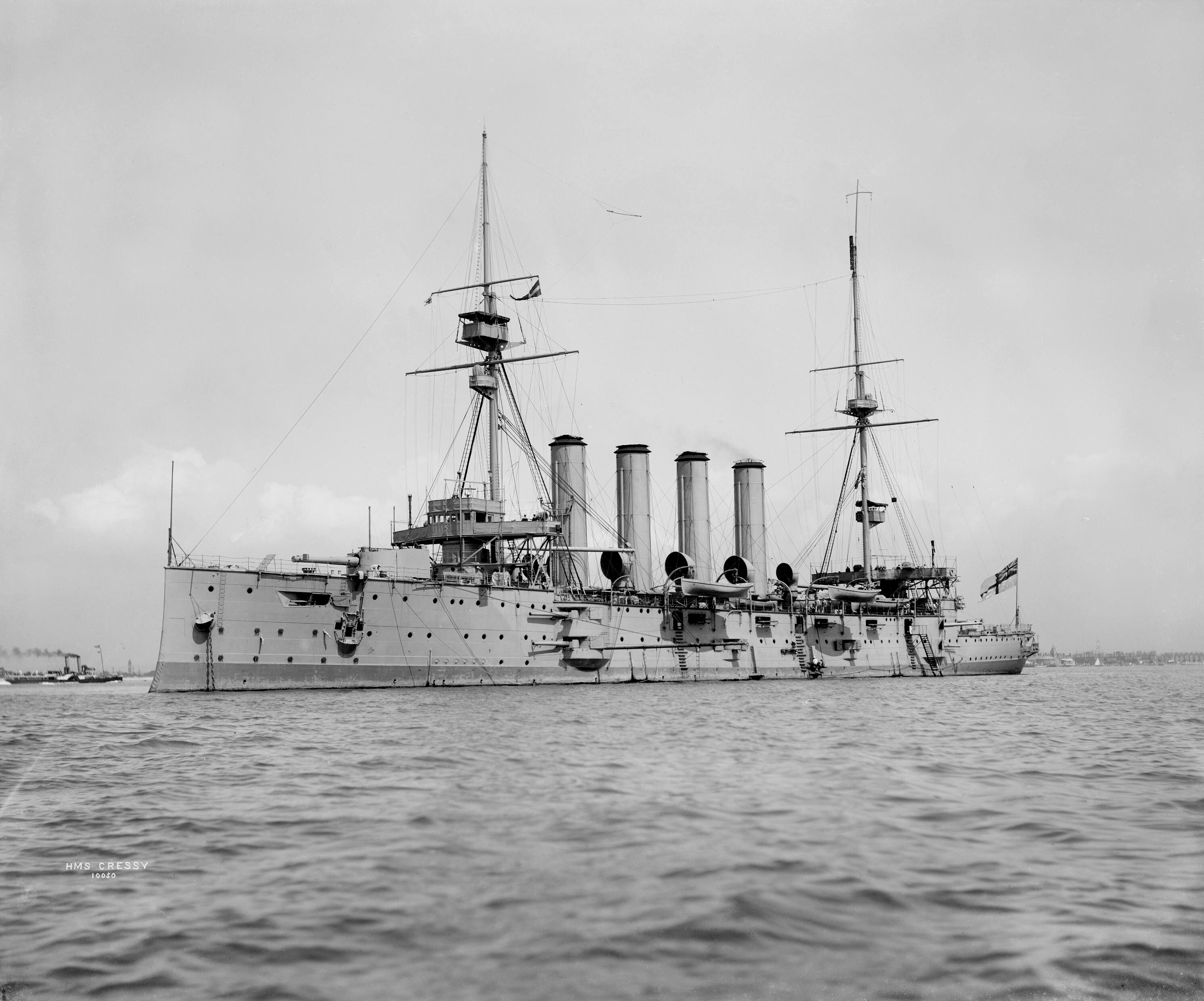
HMS Cressy
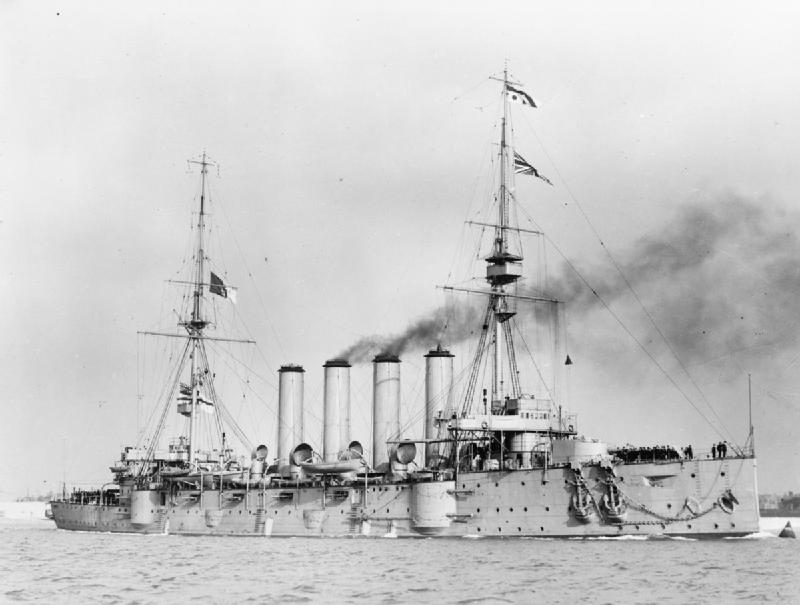
HMS Euryalus
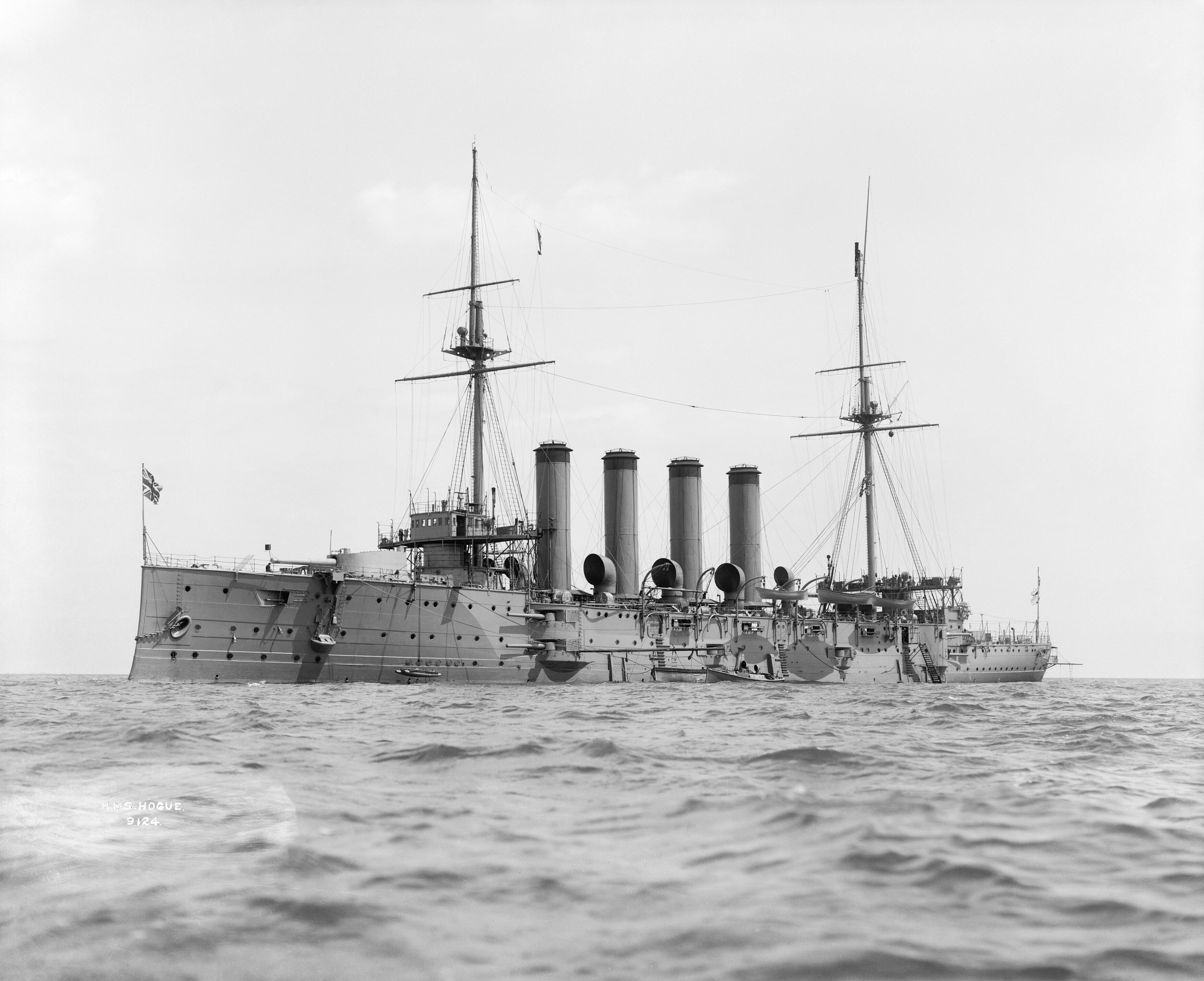
HMS Hogue